# Skärpe
Skärpe en ort i Själevad socken, strax norr om stadsdelen Kroksta i Örnsköldsvik.
1990 avgränsades SCB en småort i området med beteckningen Skärpe och del av Nordanås runt korsningen mellan Skärpevägen och länsväg 352. 1995 hade de fasta befolkningen i området minskat och småorten upplöstes.